# Bolmörter
Bolmörter (Hyoscyamus) är ett växtsläkte med 15–20 arter inom familjen potatisväxter. Släktet förekommer i Europa, Nordafrika och Asien. Två arter finns vildväxande i Europa: bolmört och vit bolmört, den sistnämnda i Medelhavsområdet.
Bolmörter arter är giftiga och innehåller olika alkaloider, som atropin, hyoscyamin och skopolamin.

## Arter
I alfabetisk ordning enligt Catalouge of Life:

- Hyoscyamus afghanicus
- Hyoscyamus albus (vit bolmört)
- Hyoscyamus arachnoideus
- Hyoscyamus aureus
- Hyoscyamus bornmulleri
- Hyoscyamus boveanus
- Hyoscyamus cylindrocalyx
- Hyoscyamus desertorum
- Hyoscyamus flaccidus
- Hyoscyamus gallagheri
- Hyoscyamus grandiflorus
- Hyoscyamus insanus
- Hyoscyamus kopetdaghi
- Hyoscyamus kotschyanus
- Hyoscyamus kurdicus
- Hyoscyamus leucanthera
- Hyoscyamus longepedunculatus
- Hyoscyamus malekianus
- Hyoscyamus multicaulis
- Hyoscyamus muticus (egyptisk bolmört)
- Hyoscyamus niger (bolmört)
- Hyoscyamus nutans
- Hyoscyamus orthocarpus
- Hyoscyamus pojarkovae
- Hyoscyamus pusillus
- Hyoscyamus reticulatus (purpurbolmört)
- Hyoscyamus rosularis
- Hyoscyamus senecionis
- Hyoscyamus squarrosus
- Hyoscyamus tenuicaulis
- Hyoscyamus tibesticus
- Hyoscyamus turcomanicus

## Bildgalleri

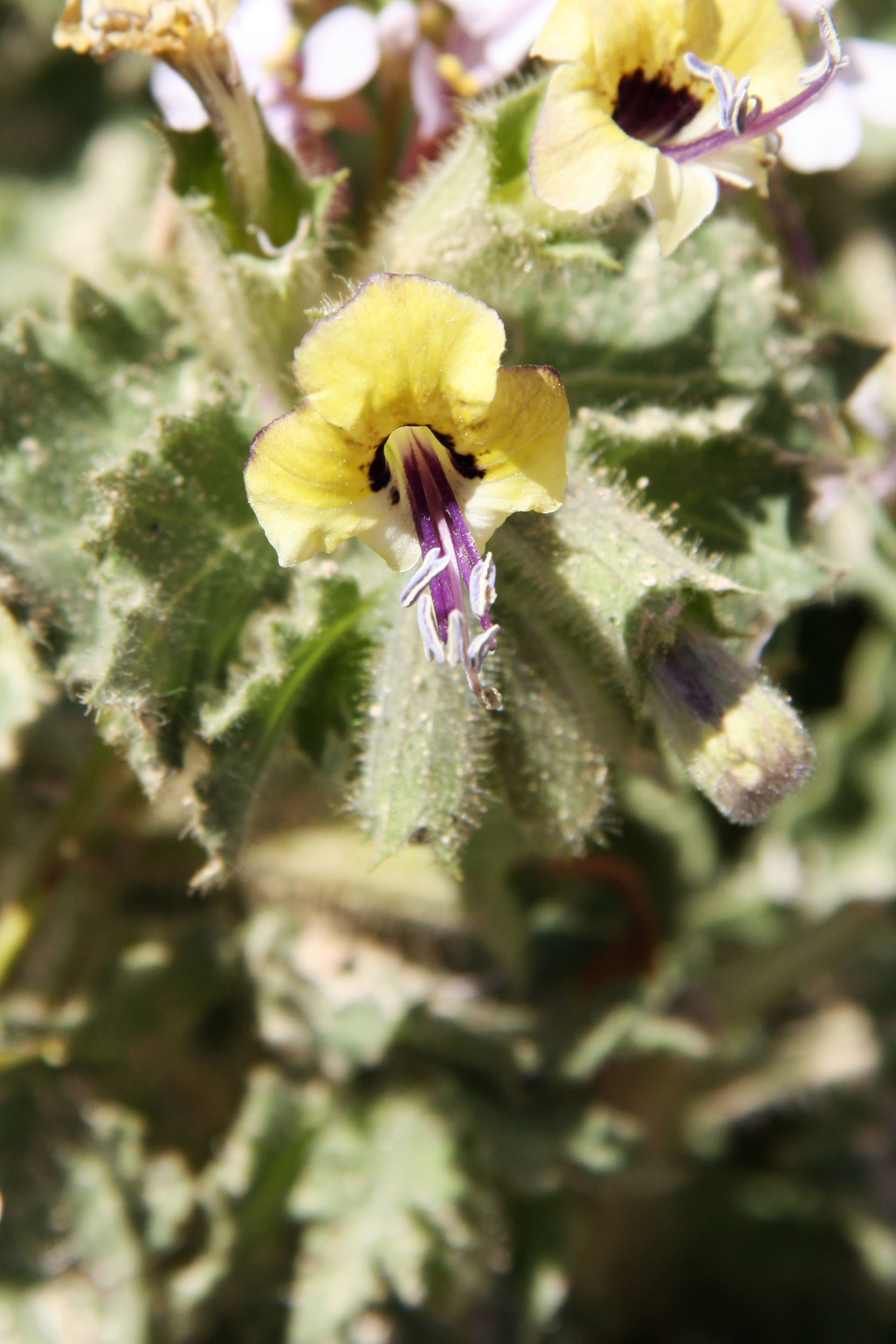
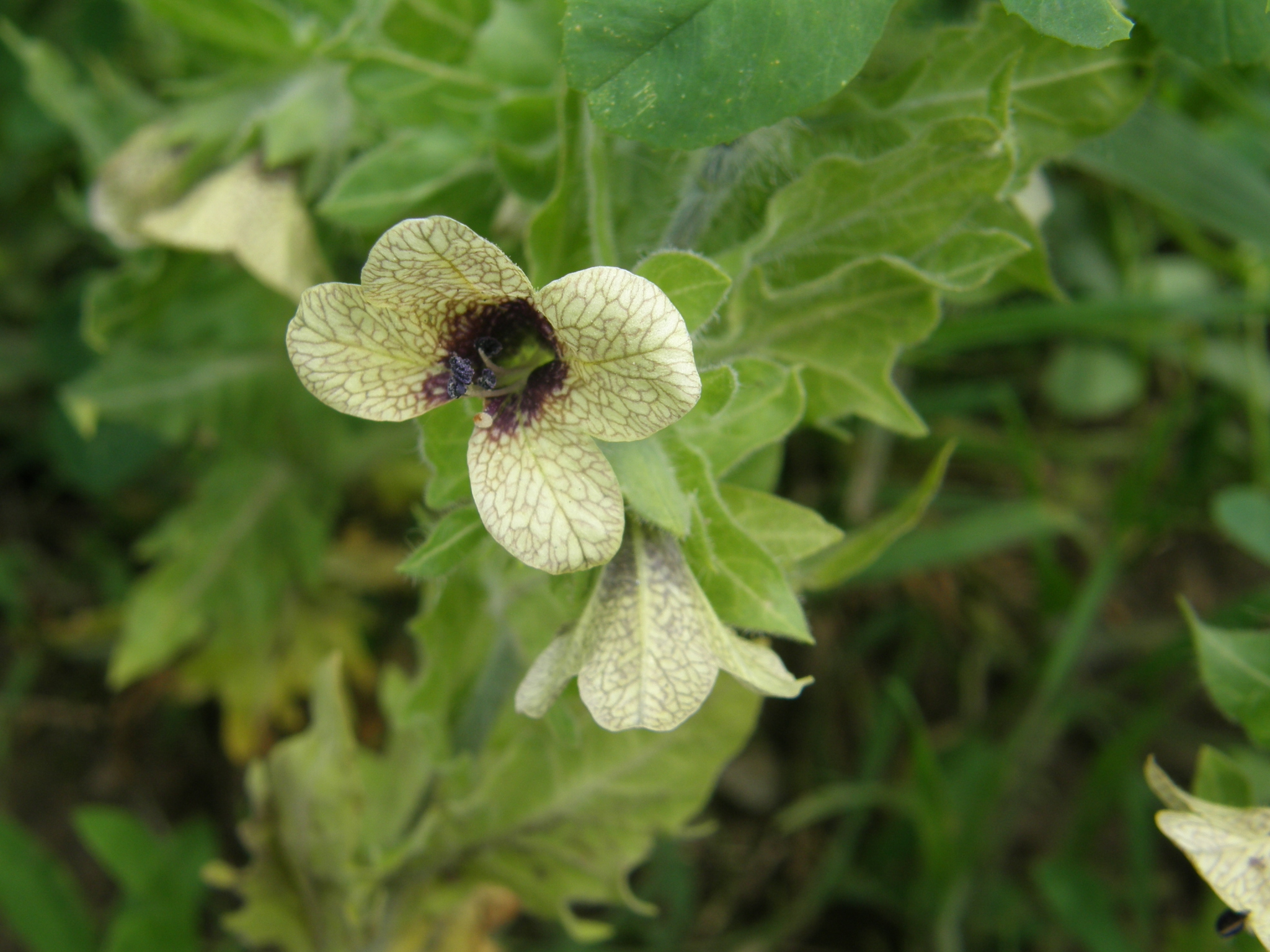
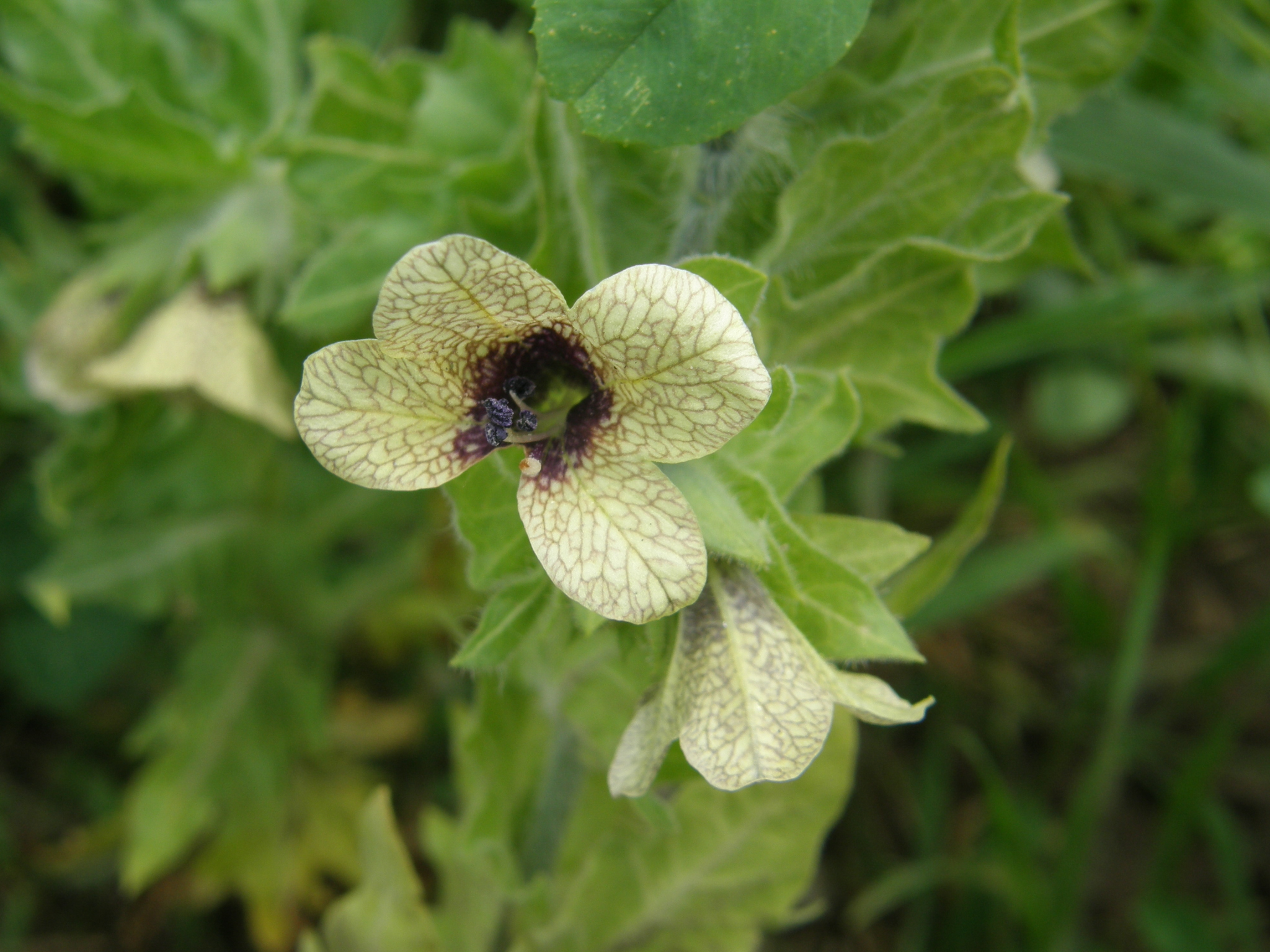
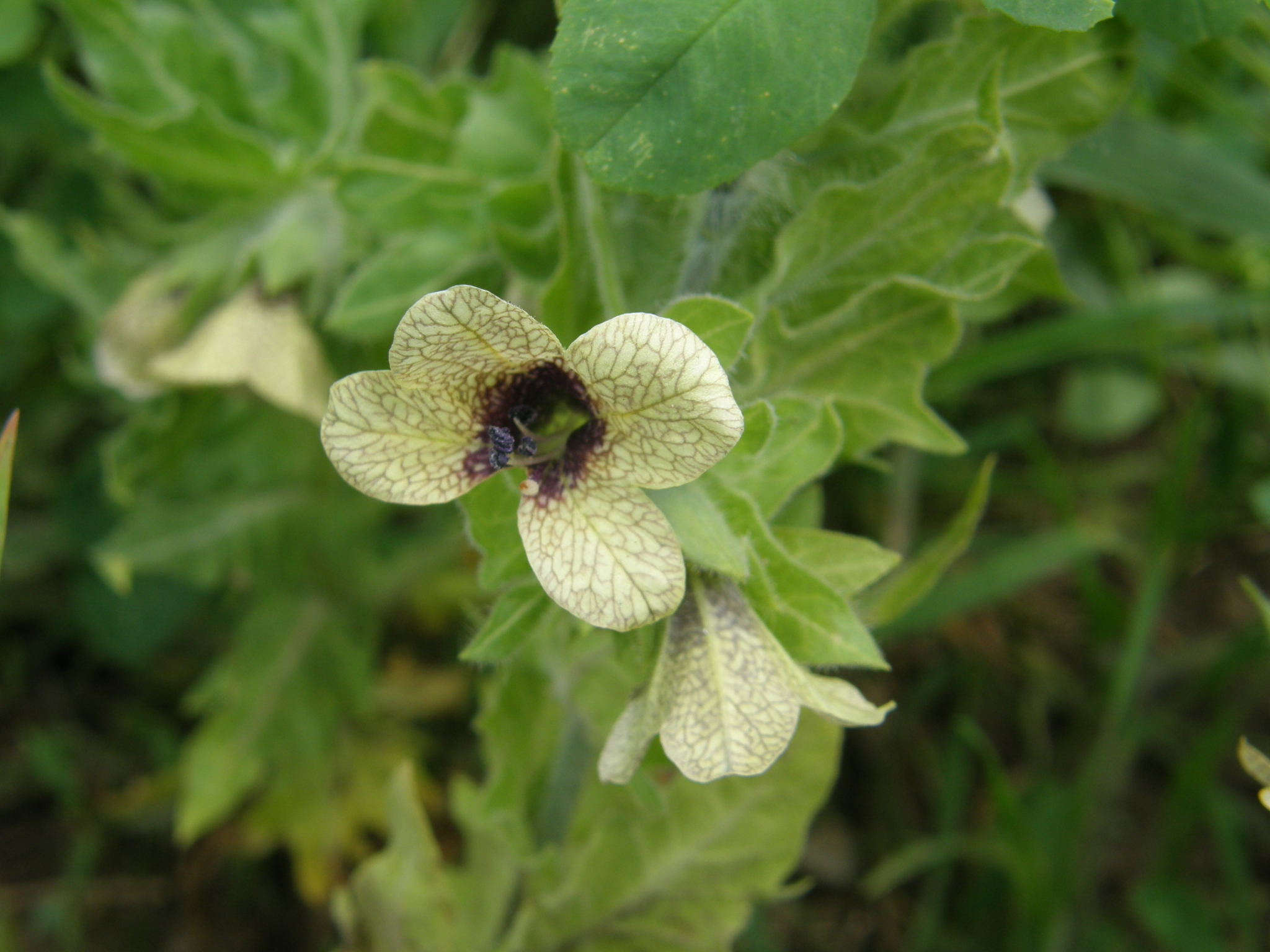
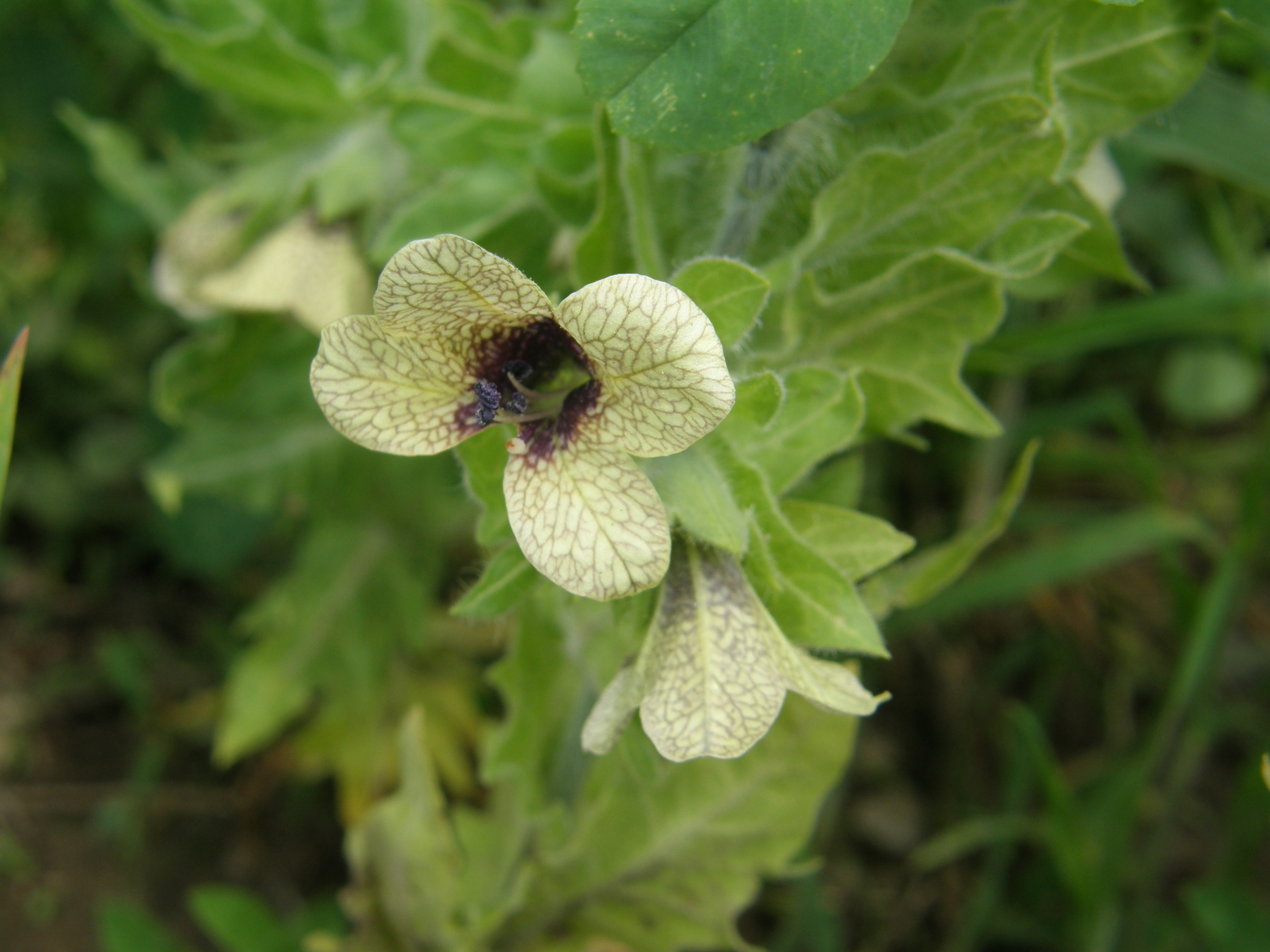
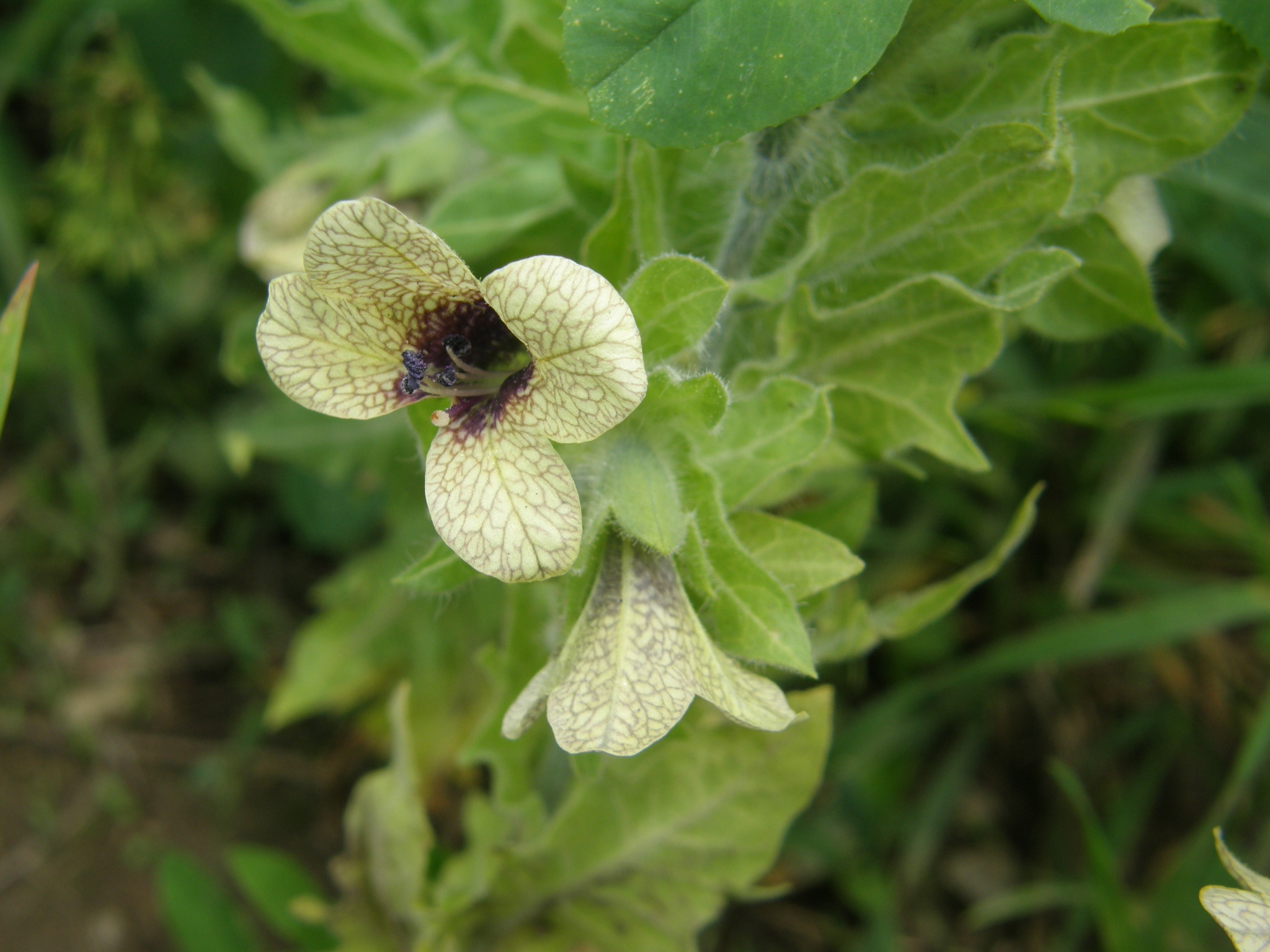